# DOBAR
DOBAR is een Japanse wegraceklasse voor zware motorfietsen die wordt georganiseerd door een van de Japanse promotors op het Tsubaka circuit.
DOBAR betekent Days Of Bikes And Roses.